# Ашап (река)
Ашап — река в России, протекает, главным образом, в Бардымском районе Пермского края (небольшие участки в верхнем течении река преодолевает по Чернушинскому и Куединскому районам). Устье реки находится в 61 км по левому берегу реки Тулва. Длина реки составляет 48 км, площадь бассейна 318 км².
Исток реки на юге Тулвинской возвышенности в 8 км к юго-востоку от села Новый Ашап. В верховьях река течёт на юго-запад, затем резко поворачивает на север и сохраняет генеральное направление вплоть до устья. Протекает сёла и деревни Верхний Ашап, Талканка, Новый Ашап, Никольск, Усть-Шлык. Впадает в Тулву у деревень Старый Ашап и Усть-Ашап. Ширина реки у устья около 30 метров, скорость течения 0,3 м/с.

## Притоки (км от устья)
- река Ишай (лв)
- река Балаелга (лв)
- река Табанка (лв)
- река Халихсырт (лв)
- 17 км: река Шлыки (лв)
- 24 км: река Уртаелга (лв)
- 29 км: река Куеда (лв)
- река Письменелга (пр)
- река Сармиада (лв)
- река Толоканка (лв)
- река Кутуслу (лв)
- река Малый Ашап (лв)

## Данные водного реестра
По данным государственного водного реестра России относится к Камскому бассейновому округу, водохозяйственный участок реки — Кама от Камского гидроузла до Воткинского гидроузла, речной подбассейн реки — бассейны притоков Камы до впадения Белой. Речной бассейн реки — Кама.
По данным геоинформационной системы водохозяйственного районирования территории РФ, подготовленной Федеральным агентством водных ресурсов:
- Код водного объекта в государственном водном реестре — 10010101012211100014759
- Код по гидрологической изученности (ГИ) — 111101475
- Код бассейна — 10.01.01.010
- Номер тома по ГИ — 11
- Выпуск по ГИ — 1